# Wspólnota administracyjna Fahner Höhe
Wspólnota administracyjna Fahner Höhe (niem. Verwaltungsgemeinschaft Fahner Höhe) – wspólnota administracyjna w Niemczech, w kraju związkowym Turyngia, w powiecie Gotha. Siedziba wspólnoty znajduje się w miejscowości Tonna.
Wspólnota administracyjna zrzesza pięć gmin wiejskich: 
1. Dachwig
2. Döllstädt
3. Gierstädt
4. Großfahner
5. Tonna